# Abus sexuels dans l'Église catholique en Nouvelle-Zélande
Pour un article plus général, voir Abus sexuels sur mineurs dans l'Église catholique.
Les abus sexuels dans l'Église catholique en Nouvelle-Zélande sont des agressions sexuelles  commises en Nouvelle-Zélande au sein de l'Église catholique par certains de ses clercs et agents pastoraux.

## Historique
En 2000, l'Église catholique de Nouvelle-Zélande a reconnu et présenté ses excuses pour les abus commis sur les enfants par le clergé, en mettant en place des protocoles et en créant un bureau national pour traiter les plaintes pour abus.
En 2022, l'Église catholique de Nouvelle-Zélande révèle que 14 % de son clergé est accusé d'agressions sexuelles depuis 1950. Sur les 1 680 plaintes mises à jour par un rapport, 1 350 concernent des enfants et 164 des adultes, pour les 167 autres l'âge n'est pas précisé. Le cardinal John Atcherley Dew qualifie ces chiffres d'« effrayants ».
Selon un rapport de la commission royale, publié en juillet 2024, au moins 200 000 personnes auraient subi des violences et des abus sexuels dans les institutions publiques et religieuses, depuis les années 1950. L'Église catholique étant particulièrement concernée, la Conférence des évêques catholiques de Nouvelle-Zélande (NZCBC) affirme qu’elle étudiera le rapport et indique :  « Il y a du travail à faire pour le gouvernement et par beaucoup d’autres personnes. Nous comprenons qu’au sein de la communauté, certains d’entre nous – y compris les responsables de l’Église catholique – ont un rôle particulier à jouer pour veiller à ce que les conclusions et les recommandations de cette importante enquête ne se perdent pas ou ne se limitent pas aux mots. Nous nous engageons à jouer ce rôle ».

## Chronologie des affaires
Selon une déclaration de la Société de Marie, le prêtre Mariste Francis Durning (en), recteur du Collège St. Patrick (en) dans les années 1950, au sein du quartier Silverstream de la ville de Upper Hutt, a abusé sexuellement d'enfants. Cette école de garçons avait d’autres agresseurs ainsi Alan Woodcock a été emprisonné pendant sept ans en 2004 pour avoir agressé 11 garçons ; en 2018, Michael Shirres, mort en 1997, est dénoncé par The New Zealand Herald comme pédophile, affirmant que l'Église était au courant de ses agissements depuis les années 1960,.
Bernard McGrath est un religieux catholique Néo-Zélandais membre de l'Ordre hospitalier de Saint-Jean-de-Dieu. Il est reconnu coupable d'abus sexuels sur des enfants à cinq reprises en Nouvelle-Zélande puis en Australie. À partir de 2018, il est emprisonné en Australie après une condamnation à 33 ans de prison,. 
La démission de l'évêque Charles Drennan est acceptée par le pape François en octobre 2019, après la plainte d'une jeune femme non mineure pour « comportement de nature sexuelle » inapproprié. Il est alors nommé administrateur apostolique du diocèse de Palmerston North,.
Le prêtre Damian Carlile de la Fraternité sacerdotale Saint-Pie-X, est évoqué par le collectif des victimes de la Fraternité. Ce prêtre australien a fait des victimes au Gabon et en Nouvelle-Zélande selon ce collectif. Le 11 janvier 2024, le média néo-zélandais Stuff publie le témoignage d'un des accusateurs de Carlile, un ancien servant de messe de Wanganui, et signale qu'une action civile est en cours contre la FSSPX à la suite de l'échec d'une tentative de règlement à l'amiable. Deux anciens servants de messe, représentés par le cabinet d'avocats Shine Lawyers, réclameraient chacun 900 000 dollars néo-zélandais d'indemnisation. Le 6 janvier 2024, Stuff signalait qu'un autre homme, de 37 ans, domicilié à une adresse de la FSSPX en Nouvelle-Zélande et dont l'identité est protégée par la loi, aurait comparu devant le tribunal de Wanganui en octobre 2023 pour des accusations d'atteinte sexuelle sur un jeune garçon en 2019. Selon le journaliste Federico Magrin, le supérieur local de la FSSPX, Pierre-Yves Chrissement, aurait invité par lettre les parents ayant des inquiétudes par rapport aux agissements de cet homme à venir le voir plutôt que de s'adresser aux autorités civiles. La FSSPX s'est refusée à répondre aux accusations de Stuff.
En mars 2024, le cardinal John Atcherley Dew tente de faire bloquer par la Cour suprême la publication d'une enquête de Newshub, qui l'accuse d'avoir abusé sexuellement d'un mineur en 1977. La police a mené une enquête durant dix mois, clôturée sans suite. L'enquête canonique a pris la suite, John Dew s'étant mis en retrait durant tout ce temps. La conclusion de l'enquête canonique indique qu'il n'y a pas de suites à donner, John Dew pouvant donc reprendre son ministère qu'il avait mis de côté durant le temps de l'enquête.